# Podvelka
Podvelka (Duits: Podwölling) is een gemeente in de Sloveense regio Koroška en telt 2709 inwoners (2002).
De gemeente ontstond in 1998.
Črna na Koroškem · Dravograd · Mežica · Mislinja · Muta · Podvelka · Prevalje · Radlje ob Dravi · Ravne na Koroškem · Ribnica na Pohorju · Slovenj Gradec · Vuzenica
1. ↑  "Prebivalstvo po starosti in spolu, občine, Slovenija, polletno". Statistični urad Republike Slovenije. Geraadpleegd op 18 april 2021.